# 维的乡
维的乡，是中华人民共和国云南省楚雄彝族自治州永仁县下辖的一个乡镇级行政单位。“维的”为彝语，意为“野猪塘上方”。

## 行政区划
维的乡下辖以下地区：
夜可腊村、桃苴村、大保关村、么吉利村、的鲁村、维的村和阿者尼村。